# Тугарин

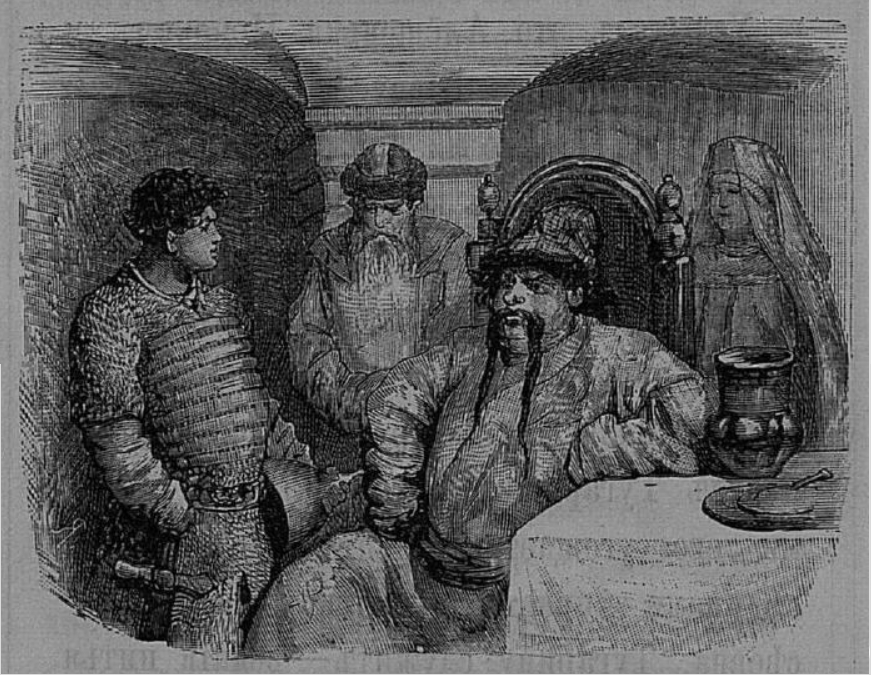
Алёша Попович и Тугарин

Тугарин (также Змей Тугарин, Тугарин Змей, Змей Тугаретин, Тугарин Змеевич, Змеище Тугарище) — злой богатырь в русских былинах и сказках, противник русских богатырей Добрыни Никитича и Алёши Поповича. «В эпоху борьбы с кочевниками стал символом дикой степи, исходящей от неё опасности, язычества». Главный текст о Тугарине — былина о бое Алёши Поповича с Тугарином в разных её вариантах.
В былинном образе Тугарина сливаются отголоски различных слоёв эпической традиции. Прежде всего в змеевидной природе Тугарина нельзя не видеть одной из вариаций бродячего мотива о змееборстве, весьма распространённого в русской народной поэзии (сказках и былинах), древность которого засвидетельствована памятниками (летописное сказание о Никите Кожемяке, былины о Змее Горыныче), а также аналогиями в южнославянском эпосе. Отношение Тугарина к Апраксии и Марине, жене Добрыни, даёт основание сблизить его со змеем-любовником сербских сказок и песен.

## Этимология
В имени Тугарин видят отголоски борьбы русичей с кочевниками. Тугарина связывали с историческим половецким ханом Тугорканом. Возможно происхождение имени от библейского Тогармы — в ряде средневековых источников считавшегося родоначальником тюркских народов. Имя Тугарин допускает, однако, и другие сближения, например со Змеем Горынычем из «Тугих гор», как называется этот змей в некоторых вариантах былины о борьбе Добрыни со змеем (у А. Гильфердинга). Можно предположить и искажение слова Тэнгерийн, то есть небесный, божественный, от слова Тенгри — имя Бога неба у тюрков.
Александр Веселовский в Тугарине, как вообще в богатырях Змеях и Змеевичах, видит отголоски византийского эпоса — прямое перенесение византийских «Δράχον», «Δραχοντόπουλα». Впрочем, А. И. Веселовский в более поздней работе своей принимает предположение об исторической основе имени Тугарин, сохраняя, однако, своё прежнее мнение о связи Тугарина с византийским эпосом.

## Отражения в искусстве
- Стихотворение А. К. Толстого «Змей Тугарин» (1867)
- Полнометражные мультипликационные фильмы «Алёша Попович и Тугарин Змей» (2004) и «Добрыня Никитич и Змей Горыныч» (2006)